# Tore Løvland
Tore Løvland (Kristiansand, 8 novembre 1965) è un ex calciatore norvegese, di ruolo centrocampista.

## Carriera

### Club
Løvland giocò nello Start dal 1987 al 1996. Esordì nell'Eliteserien in data 2 maggio 1987, nella vittoria per 1-2 sul campo del Molde. A fine stagione, la squadra retrocesse in 2. divisjon, ma conquistò l'immediata promozione nel campionato 1988. Il centrocampista disputò le altre stagioni nella massima divisione.